# Stichting Stadskanaal Rail
De Stichting Stadskanaal Rail, bekend onder de naam Museumspoorlijn STAR, is op 26 juni 1992 opgericht met als doel het behoud van de historische spoorlijn Veendam – Stadskanaal – Musselkanaal en het exploiteren van een toeristische spoorweg op dit traject. De naam is een knipoog naar de oude Groningsch-Drentsche Spoorwegmaatschappij Stadskanaal-Ter Apel-Rijksgrens.

## Geschiedenis

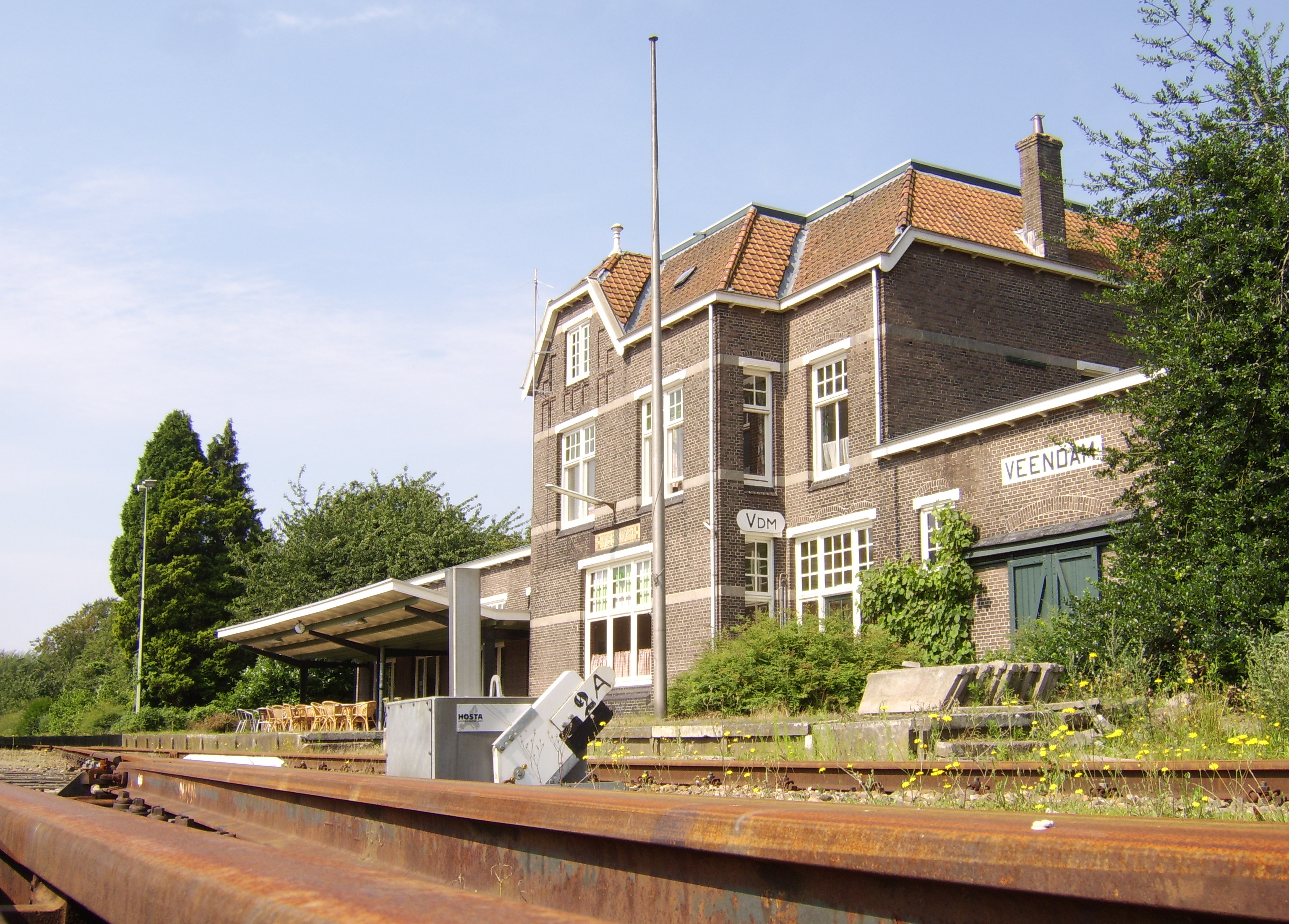
Stationsgebouw van Veendam, gebouwd in 1910 door de NOLS.

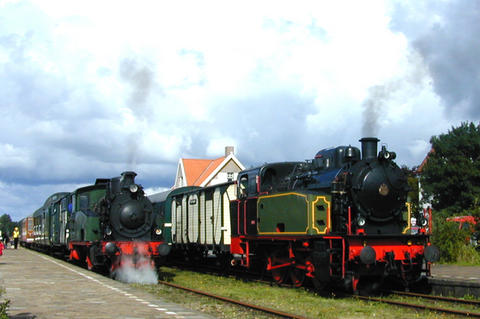
Museumspoorlijn STAR in 2001, met locomotieven 'Emma' en 'Anna' te Stadskanaal.

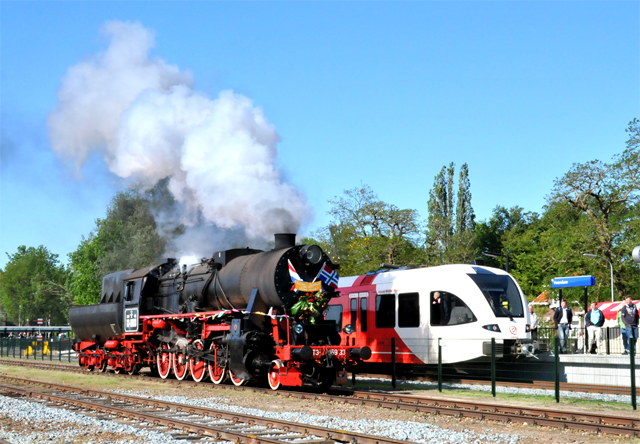
Opening van personenvervoer op het Station Veendam en de spoorlijn Zuidbroek – Veendam.

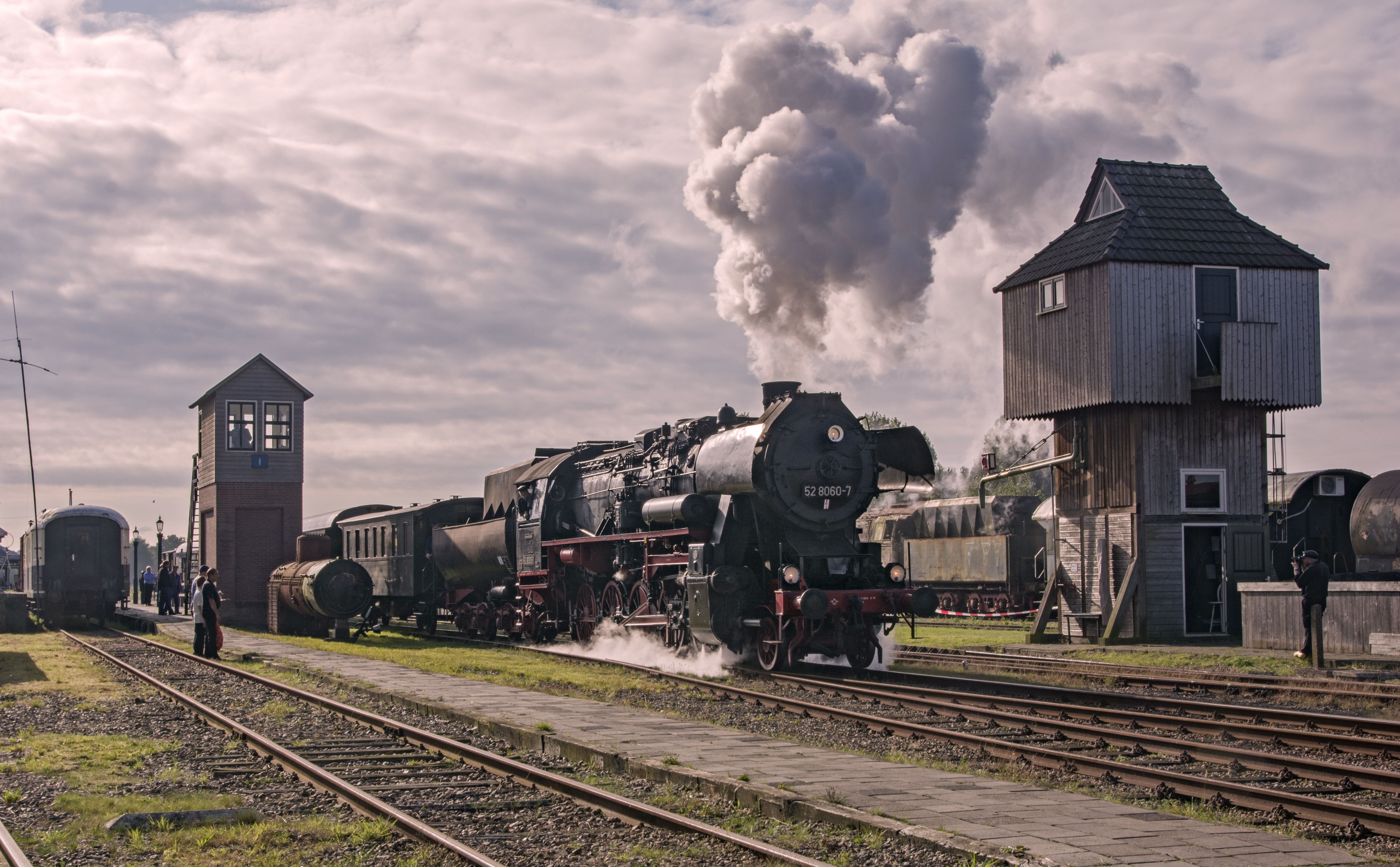
Loc 52 8060 vertrekt van Stadskanaal naar Veendam.

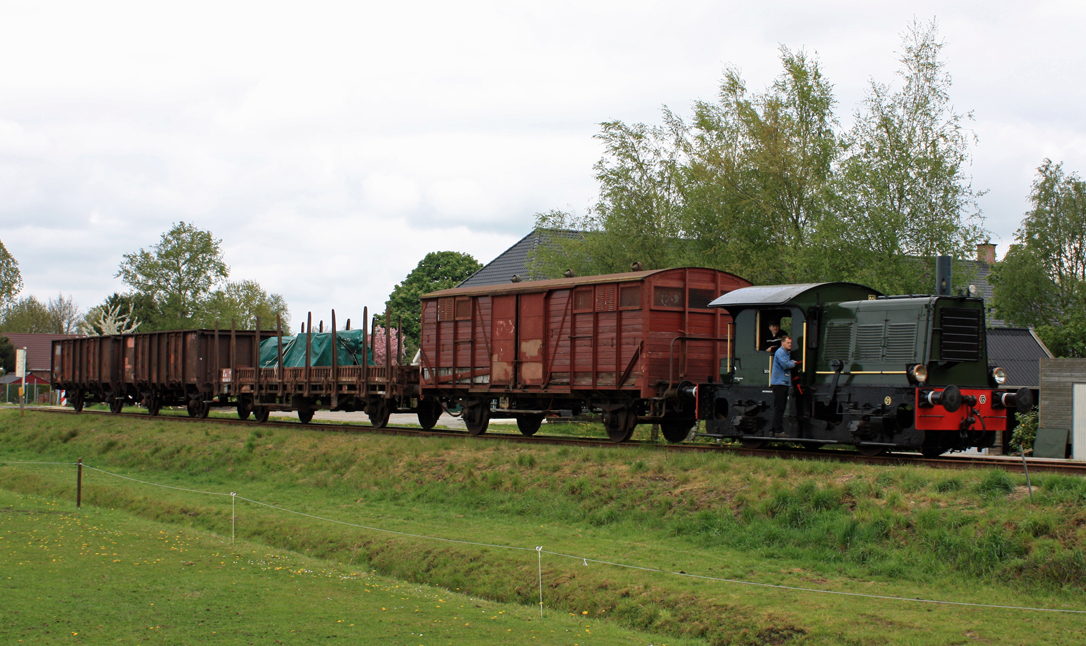
Loc NS 204 met goederentrein te Stadskanaal.

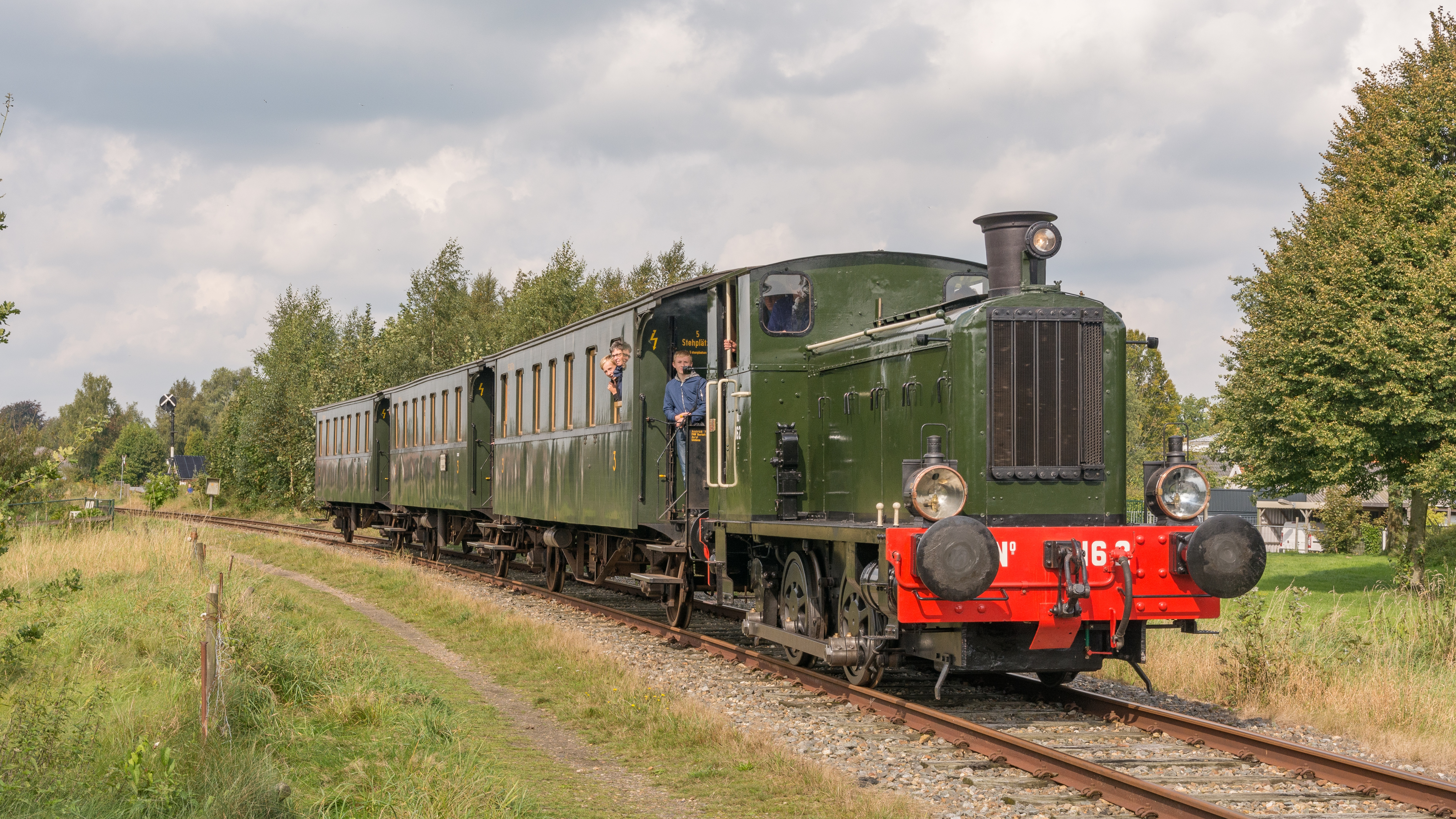
Gastoptreden van loc NS 162 / WD 70033 te Musselkanaal.

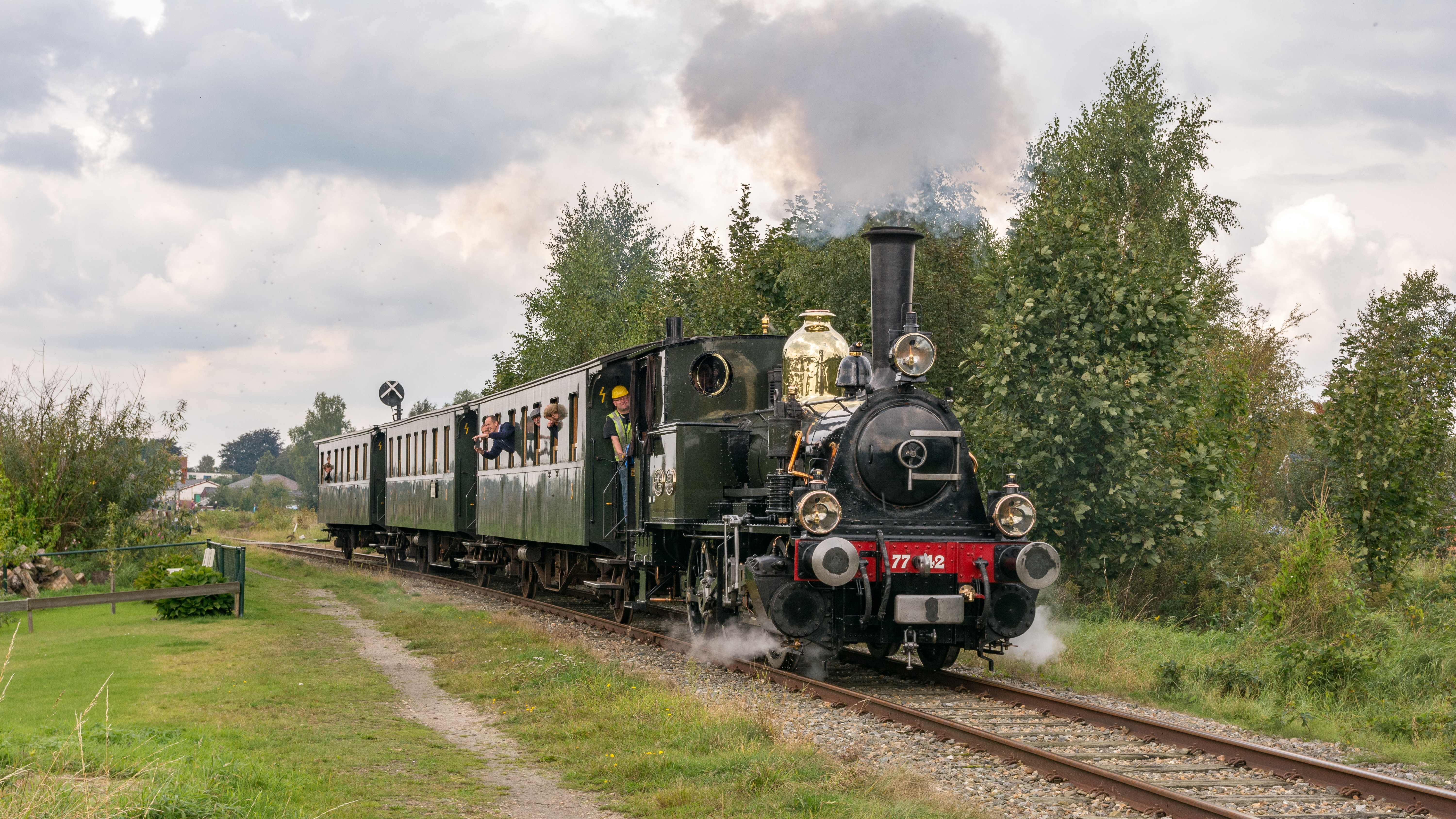
Gastoptreden van loc 7742 van de SHM te Musselkanaal.

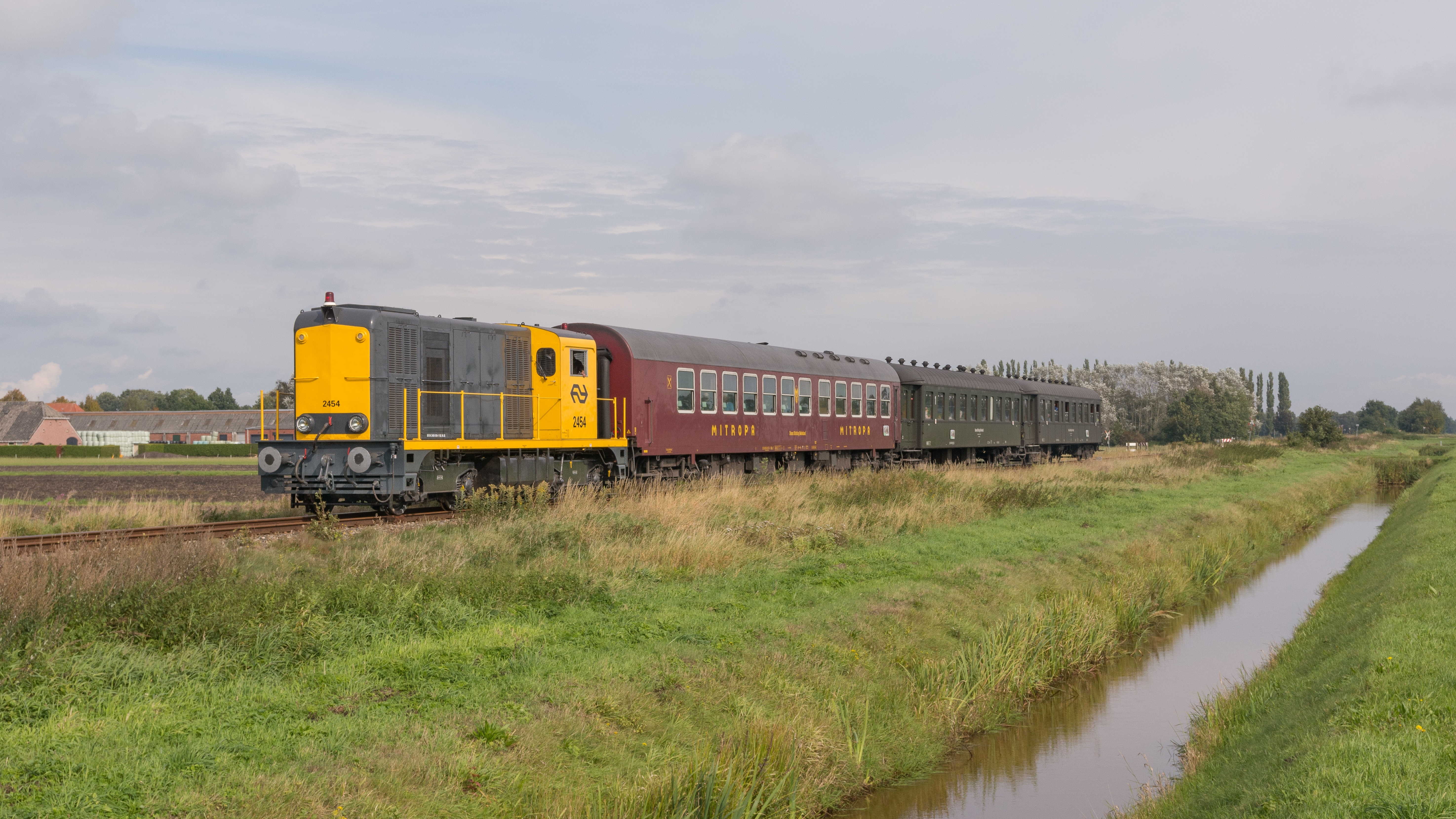
Gastoptreden van loc 2454 van de BSH te Wildervank.

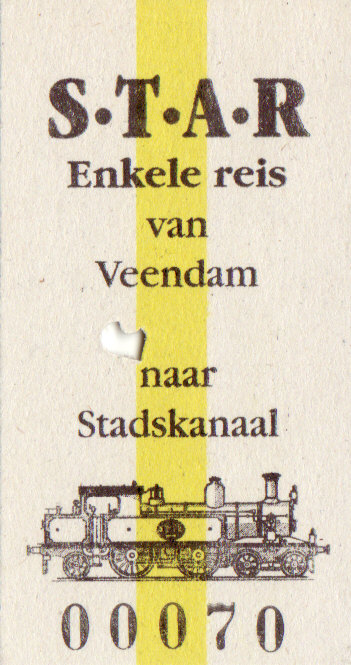
Vervoerbewijs STAR, enkele reis voor volwassenen.

Het baanvak tussen de Groningse plaatsen Stadskanaal en Veendam is in 1910 aangelegd door de Noordoosterlocaalspoorweg-Maatschappij (NOLS) en het baanvak tussen Stadskanaal en Musselkanaal in 1924 door de oorspronkelijke STAR, de Groningsch-Drentsche Spoorwegmaatschappij Stadskanaal-Ter Apel-Rijksgrens. Sinds 1938 was de gehele spoorlijn van de Nederlandse Spoorwegen, het goederenverkeer werd gestaakt in 1990.
Het had niet veel gescheeld of er was nooit een museumspoorlijn op de Drents / Groningse grens geweest. Als in 1991 niet een aantal fanatiekelingen onder leiding van Theo Euverman aan de bel hadden getrokken, hadden de Nederlandse Spoorwegen de lijn Veendam – Stadskanaal – Nieuw Buinen – Musselkanaal opgebroken.
In 1994 werd het eerste rijvaardige materieel verworven van de VEHE uit Dollntrein, Duitsland. De eerste ritten van de STAR vonden plaats op 18 en 19 juni 1994. De beide stoomlocomotieven waren toen echter nog niet uit Duitsland overgebracht en daarom reed stoomloc 4 van de Museum Buurtspoorweg deze trein. Vanaf het rijseizoen 1995 reden de treinen met eigen locs op de trajecten Veendam – Stadskanaal en Stadskanaal – Musselkanaal.
Van de oude stationsgebouwen was veel gesloopt, waaronder het station Stadskanaal. De STAR bouwde een nieuw stationsgebouw in retro-stijl. Dit werd geopend in 1997. Alleen het oorspronkelijke stationsgebouw van Veendam uit 1910 is bewaard gebleven. Het heeft een groot aantal jaren dienst gedaan als plaats van samenkomst van het Apostolisch Genootschap. Ook in Froombosch werd door hen het voormalige stationsgebouw van de Woltjerspoorweg gebruikt. In 1969 werden deze twee samengevoegd tot één gemeenschap in Hoogezand. Daardoor kwam het stationsgebouw weer beschikbaar voor andere doeleinden.
Op 6 januari 2003 werd de STAR eigenaar van de spoorlijn Veendam – Stadskanaal – Musselkanaal. De aankoop, met een totale oppervlakte van bijna 56 hectare, omvat de gehele spoorlijn van Wildervanksterdallen in Veendam tot en met de brug over de Valthermond te Musselkanaal. Ook grond rond de emplacementen bij de (voormalige) stations langs de spoorlijn zijn hiermee overgedragen.
In 2005 werd het nog bestaande stationsgebouw te Veendam gekocht. Al eerder kon dit gebouw gebruikt en gerestaureerd worden.
Op 18 januari 2008 onthulde gedeputeerde Hans Gerritsen van de provincie Groningen de laatste steen van de nieuwe rijtuigenloods, annex museum.

### Koninklijke erkenning
Als in 2002 koningin Beatrix tijdens een officieel bezoek een stoomtreinrit komt maken is dat voor de STAR het bewijs van wat vele bezoekers al jaren weten: de STAR is uitgegroeid tot een erkende museumorganisatie. Behalve "gewone" stoomtreinritten zijn er jaarlijks een aantal evenementen en wordt de expertise van de STAR-medewerkers ook bij andere railmusea ingezet. Ondertussen gaat het restaureren van stoomlocomotieven gewoon door.

### Brand
Op 27 augustus 2009 om 19.20 uur brak brand uit in de werkplaats van de STAR in Stadskanaal. De brand was hoogstwaarschijnlijk op zeven plaatsen in de loods aangestoken. In het gebouw waren aanwezig: de stoomlocomotieven TE-5933, 52 8060, 'Britta' en de diesellocomotieven 609, V53 019, locomotor 320, alsmede twee rijtuigen. De loods en het materieel liepen flinke schade op. Van de stoomlocomotieven TE-5933 en 52 8060 waren de machinistenhuizen volledig uitgebrand en het herstel kostte veel tijd. Mede hierom werd de actie: "Help de S•T•A•R aan stoom" opgezet. De TE-5933 is in het voorjaar van 2010 weer in gebruik genomen. Loc 52 8060 werd daarna hersteld en kwam gereed in 2015. De locs V53 019 en 320 konden kort na de brand weer dienst doen. Ook de schade aan de werkplaatsloods is hersteld.

### Nieuw Buinen – Musselkanaal-Valthermond
De stoomtreinen van de STAR reden in oktober 2018 voor het laatst tussen Nieuw Buinen en Musselkanaal. Door de slechte toestand van de spoorbaan bij Nieuw-Buinen kan de STAR de veiligheid niet langer garanderen. Er wordt onderzocht of er hier in de toekomst met spoorfietsen kan worden gereden, en ook de mogelijkheden om het baanvak weer tot Musselkanaal-Valthermond met stoomtreinen te gaan berijden. In ieder geval is duidelijk dat hier een grote investering in tijd, materiaal en geld voor nodig is.

## Akkoord over reguliere treindienst Groningen – Stadskanaal
Het op langere termijn verder doortrekken van de treindienst Groningen – Veendam naar Stadskanaal is door de provincie Groningen in 2015 en 2016 nader onderzocht. Gebruik van de bestaande spoorlijn leek moeilijk haalbaar, mede omdat het spoor sinds 2003 eigendom van de STAR is, en de belangen van STAR niet steeds op één lijn liggen met die van de provincie. Bij spoorbeheerder ProRail (die geen eigenaar meer is van de spoorlijn) heeft een dergelijk project geen prioriteit.
Toch werd in maart 2019 een akkoord gesloten tussen ProRail, STAR, het Ministerie van Infrastructuur en Waterstaat en Arriva om in 2025 een treinverbinding te starten tussen Groningen en Stadskanaal. Er worden dagelijks 1.900 extra reizigers verwacht. De STAR ontvangt een bedrag van 1,5 miljoen euro voor de spoorlijn Veendam – Stadskanaal en de grond eromheen, en kan dan met museumtreinen blijven rijden tussen de reguliere treinen door. Hierbij zal de spoorlijn 'om en om' gebruikt worden door de treinen van Arriva en de stoomtreinen van STAR.
Voorts worden er plannen gemaakt voor verdere verlenging naar Emmen, de Nedersaksenlijn, die een rechtstreekse verbinding van Groningen met Twente mogelijk zou maken. Een haalbaarheidsonderzoek in 2016 gaf aan dat er aanknopingspunten waren voor een vervolgonderzoek, dat plaatsvond in 2019. Daarin werden de kosten voor deze investering driemaal zo hoog geschat als in het eerdere rapport. Over de vraag of het voor de STAR dan nog mogelijk zou zijn de museumtreinen tussen Veendam en Stadskanaal te handhaven, liet het rapport zich niet uit. Een meerderheid in Provinciale Staten van Drenthe zag al in 2017 meer in het verbeteren van de N34 dan in het aanleggen van nieuw spoor.

## Naar Gieten?
In 2019 presenteerde de STAR plannen om van Stadskanaal naar Gieten te gaan rijden. Dit om een aantrekkelijke nieuwe toeristische verbinding met de Hondsrug in Drenthe te realiseren. De vroegere spoorlijn Stadskanaal – Gasselternijveen – Gieten, onderdeel van de (vroegere) spoorlijnen Zwolle – Stadskanaal en Gasselternijveen – Assen van de vroegere Noordoosterlocaalspoorweg-Maatschappij zou dan herlegd moeten worden over een lengte van 13,3 kilometer. Het baanlichaam van de in 1972 gesloten en in 1977 opgebroken spoorlijn is nog vrijwel volledig aanwezig. De kosten van heraanleg werden in 2018 begroot op 7 miljoen euro. Er wordt nog gezocht naar geld.

## Trajectbeschrijving
- Km 14,8
 Het Station Veendam heeft één perronspoor, de STAR maakt gebruik van het emplacement van spoorbeheerder ProRail.
  - De voormalige loods van Jonker tegenover het STAR station werd tot december 2010 gebruikt voor het stallen van overtollig spoorwegmaterieel. Deze loods is inmiddels ingericht als overdekt busstation en werd op 16 september 2011 in gebruik genomen.
- Km 12,5
 Het Station Wildervank heeft een emplacement met een kopspoor en een omloopspoor. Er is geen stationsgebouw meer aanwezig.
- Km 8,8
 De Halte Bareveld heeft een kopspoor.
- Km 3,2
 Het voormalige Station Stadskanaal Pekelderweg heeft een emplacement met een passeerspoor. Hier is geen perron aanwezig.
  - Vroeger overstapmogelijkheid op de Stoomtramweg-Maatschappij Oldambt – Pekela (SOP) naar Winschoten.
- Km 0,0
 Het Station Stadskanaal heeft vier perronsporen en uitgebreid emplacement.
- Km 1,5
 De voormalige Stopplaats Stadskanaal Oost, gelegen bij het centrum van Stadskanaal, heeft geen emplacement. Hier is ook geen perron aanwezig.
- Km 3,5
 Het voormalige Station Nieuw Buinen heeft een emplacement met een kopspoor en een omloopspoor. Hier is sinds 2018 een perron aanwezig.
- Km 6,3
 De voormalige Halte Eerste Exloërmond heeft een emplacement met een kopspoor. Hier is geen perron aanwezig.
- Km 8,9
 Het Station Musselkanaal-Valthermond heeft een perronspoor en een emplacement met een kopspoor en een omloopspoor. Aan het einde van de spoorlijn is een kopspoor.

## STARwagon

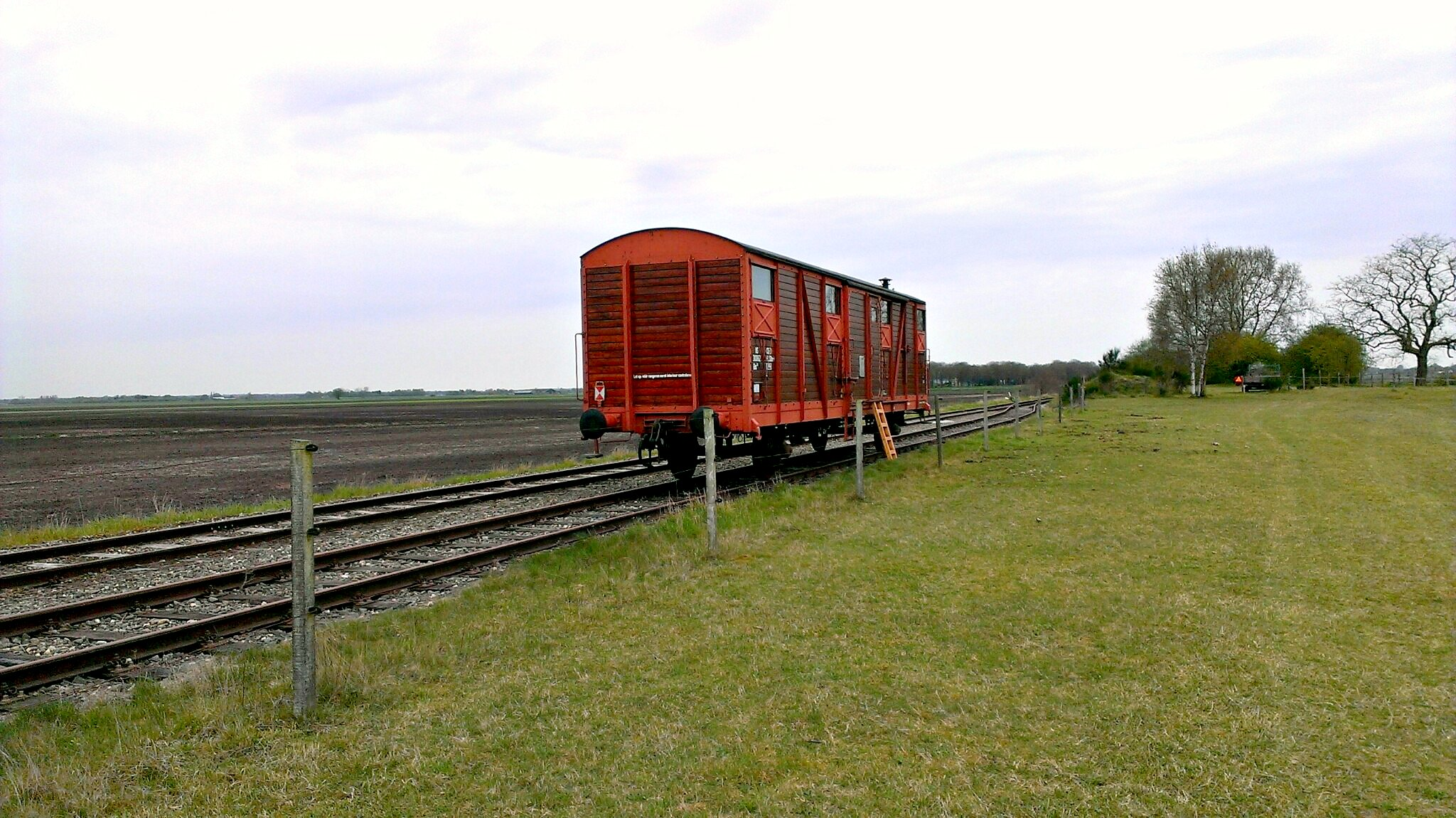
De STARwagon op het omloopspoor van de voormalige halte Halte Stadskanaal Pekelderweg.

In 2002 werd door Atelier Van Lieshout een goederenwagon, de STARwagon, ingericht als verblijfsruimte met onder meer een werkruimte en een badruimte. Dit kunstobject werd gerealiseerd in opdracht van de herinrichtingscommissie Oost-Groningen en Gronings-Drentse Veenkoloniën. De STARwagon staat opgesteld bij het station Stadskanaal.

## Arriva-treinstel
Het nieuwe Arriva WINK-treinstel 604 met de naam 'Museumspoorlijn STAR' werd op 18 april 2022 te Stadskanaal aan het publiek gepresenteerd.

## Materieel
Museumspoorlijn STAR heeft sinds de oprichting een omvangrijke collectie locomotieven, rijtuigen en goederenwagens opgebouwd. De collectie telt circa 100 objecten.
De STAR beschikt over een aantal Nederlandse historische diesellocomotieven, die vroeger bij de Nederlandse Spoorwegen reden. Enkele hiervan zijn of worden teruggebracht in de oorspronkelijke toestand. Ook een aantal stoomlocomotieven, waaronder de TE-5933 (52 5933) in Russische uitvoering en de 52 8060, zijn in zo origineel mogelijke uitvoering gerestaureerd. In de collectie rijtuigen en goederenwagens is er een vaste stam tweeassers en is een serie goederenwagens in historische kleuren geschilderd.
Op 25 september 2012 werd de dieselelektrische loc NS 2278 aan de collectie toegevoegd. Na groot onderhoud en herstel van defecten werd deze op 9 mei 2013 in gebruik genomen.
In 2017 verbleef NS loc 162 in bruikleen bij de STAR, daarna vertrok deze naar de Museum Buurtspoorweg.
Op 3 augustus 2017 arriveerde in Stadskanaal de van de Stoom Stichting Nederland in Rotterdam afkomstige vuurloze locomotief 6326, gebouwd in 1913 door Orenstein & Koppel, en oorspronkelijk afkomstig van VOF, Zwijndrecht. Bij de STAR wordt de bedrijfsvaardige loc op bijzondere dagen ingezet.
Op 20 augustus 2022 arriveerde in Stadskanaal de van de firma C. Steinweg Handelsveem in de Rotterdamse Prinses Beatrixhaven de NS sik 203, gebouwd in 1934 door Werkspoor Amsterdam en tussen 1997 en 2000 in opslag bij Koninklijke Volker Stevin Rail & Traffic.

## Materieeloverzicht

### Tractievoertuigen[21]
| Nummer en Tractie                                | Maatschappij                                                 | Bouwjaar (fabriek)                                                                                         | Status                                                                                               | Afbeelding     |  |
| ------------------------------------------------ | ------------------------------------------------------------ | --- | --- | -------------- |  |
| Locomotieven                                     |                                                              | | |                |  |
| 6326 – Vuurloze locomotief                       | VOF, Zwijndrecht                                             | 1913 (Orenstein & Koppel)                                                                                  | Rijvaardig                                                                                           |                |  |
| Loc 1611 – Stoom                                 | Göteborg - Borås Järnväg (GBJ)                               | 1917 'Britta' (Vagn & Maskinfabriken Falun)                                                                | In revisie                                                                                           | opname gewenst |  |
| Loc 50 3645 – Stoom                              | Deutsche Reichsbahn (DR)                                     | 1942 (Deutsche Waffen- und Munitionsfabrik (DWM), Posen)                                                   | Revisie gepland                                                                                      | opname gewenst |  |
| Loc 52 8060 – Stoom                              | Deutsche Reichsbahn (DR)                                     | 1943 (Arnold Jung Lokomotivfabrik GmbH, Jungenthal)                                                        | Rijvaardig                                                                                           |                |  |
| Loc 52 8082 – Stoom                              | Deutsche Reichsbahn (DR)                                     | 1943 (Oberschlesische Lokomotivwerke AG, Krenau)                                                           | Rijvaardig                                                                                           |                |  |
| Loc TE-5933 – Stoom                              | Deutsche Reichsbahn (DR)                                     | 1943 (Berliner Maschinenbau-Actien-Gesellschaft BMAG)                                                      | In revisie                                                                                           |                |  |
| Loc 11 'Rudolf' – Dieselhydraulisch              | AkzoNobel                                                    | 1970 (English Electric)                                                                                    | Gesloopt in 2017.                                                                                    |                |  |
| Loc DL12 – Dieselhydraulisch                     | Wittlager Kreisbahn                                          | 1955 (MaK, Kiel)                                                                                           | In revisie                                                                                           |                |  |
| Loc 14 – Dieselhydraulisch                       | Westfälische Almetalbahn                                     | 1955 (MaK, Kiel)                                                                                           | In revisie                                                                                           |                |  |
| Loc V53 019 – Dieselhydraulisch                  | Bremer Stahlwerke                                            | 1962 (Klöckner-Humboldt-Deutz AG (KHD), Köln)                                                              | Revisie gepland                                                                                      |                |  |
| Loc Kbf 5057 / BE D 10 – Dieselhydraulisch 'Kof' | Bentheimer Eisenbahn                                         | 1943 (Klöckner-Humboldt-Deutz AG (KHD), Köln)                                                              | Niet rijvaardig                                                                                      |                |  |
| Loc 203 – Dieselelektrisch                       | NS                                                           | 1934 (Werkspoor, Amsterdam)                                                                                | Rijvaardig?                                                                                          | opname gewenst |  |
| Loc 204 – Dieselelektrisch                       | NS                                                           | 1934 (Werkspoor, Amsterdam)                                                                                | Rijvaardig                                                                                           |                |  |
| Loc 249 – Dieselelektrisch                       | NS                                                           | 1935 (Werkspoor, Amsterdam)                                                                                | Rijvaardig                                                                                           |                |  |
| Loc 353 – Dieselelektrisch                       | NS                                                           | 1950 (Werkspoor, Amsterdam)                                                                                | Niet rijvaardig                                                                                      |                |  |
| Loc 609 – Dieselelektrisch                       | NS                                                           | 1955 (The English Electric Company Ltd (EEC))                                                              | In revisie                                                                                           | opname gewenst |  |
| Loc 2278 – Dieselelektrisch                      | NS                                                           | 1957 (Allan Rotterdam)                                                                                     | Rijvaardig                                                                                           |                |  |
| Rijtuigen                                        |                                                              | | |                |  |
| Rijtuig B 111                                    | Österreichische Bundesbahnen (ÖBB)                           | 1913 (onderstel) (Staudinger Waggonfabrik, Borenwald (Studénka, CZ))                                       | Rijvaardig                                                                                           | opname gewenst |  |
| Rijtuig B 112                                    | Österreichische Bundesbahnen (ÖBB)                           | 1914 (onderstel) (Staudinger Waggonfabrik, Borenwald (Studénka, CZ))                                       | Rijvaardig                                                                                           | opname gewenst |  |
| Rijtuig BD 113                                   | Österreichische Bundesbahnen (ÖBB)                           | 1925 (onderstel) (Simmeringer Maschinen- und Waggonbau AG, Wien)                                           | Rijvaardig                                                                                           |                |  |
| Rijtuig C 115                                    | Deutsche Bundesbahn (DB)                                     | 1928 | Rijvaardig                                                                                           | opname gewenst |  |
| Rijtuig A 116                                    | Deutsche Bundesbahn (DB)                                     | 1929 (Waggon- und Maschinenbau AG, Görlitz)                                                                | Niet rijvaardig                                                                                      | opname gewenst |  |
| Rijtuig BC 117                                   | Deutsche Reichsbahn (DR)                                     | 1929 (Waggonfabrik Uerdingen)                                                                              | Rijvaardig                                                                                           |                |  |
| Rijtuig C 120 / 91 626 Au                        | Königlich Württembergische Staats-Eisenbahnen (K.W. St.E.B.) | 1905 (Maschinenfabrik Esslingen)                                                                           | Rijvaardig                                                                                           | opname gewenst |  |
| Rijtuig C 121 / 92 457 Kar                       | Königlich Württembergische Staats-Eisenbahnen (K.W. St.E.B.) | 1905 (Waggonfabrik Fuchs, Heidelberg)                                                                      | Rijvaardig                                                                                           | opname gewenst |  |
| Rijtuig C 122 / 92 663 Mz                        | Königlich Württembergische Staats-Eisenbahnen (K.W. St.E.B.) | 1906 (Maschinenfabrik Esslingen)                                                                           | Rijvaardig                                                                                           | opname gewenst |  |
| Rijtuig C 123 / 95 042 Stg                       | Königlich Württembergische Staats-Eisenbahnen (K.W. St.E.B.) | 1914 (Maschinenfabrik Esslingen)                                                                           | Rijvaardig                                                                                           | opname gewenst |  |
| Rijtuig WR 136 / 94 383 Ffm                      | Königlich Württembergische Staats-Eisenbahnen (K.W. St.E.B.) | 1912 (Badische Waggonfabrik, Rastatt)                                                                      | Rijvaardig                                                                                           | opname gewenst |  |
| Rijtuig WR 131                                   | Deutsche Bundesbahn (DB)                                     | 1954 (Rathgeber, München)                                                                                  | In revisie                                                                                           | opname gewenst |  |
| Rijtuig WR 132                                   | Royal Corps of Transport (RCT)                               | 1965 (Deutsche Waggon und Maschinenfabriken, Berlin)                                                       | Rijtuig origineel onderdeel van de Britse verlofgangerstrein Berlijn - Braunschweig. Revisie gepland |                |  |
| Rijtuig B 143                                    | NMBS                                                         | 1934 (SA Compagnie Centrale de Construction de Haine-Saint-Pierre), ex-NMBS 50 88 202 6 470 - 5, ex-32070- | Niet rijvaardig                                                                                      | opname gewenst |  |
| Rijtuig BD 144                                   | NMBS                                                         | 1934 (Ateliers de Godarville), ex-NMBS 50 88 822 6 4 241 - 7, ex-39013                                     | Niet rijvaardig                                                                                      | opname gewenst |  |
| Rijtuig WG 151                                   | Deutsche Bundespost (DBP)                                    | 1966 (Gebr. Credé & Co GmbH, Kassel)                                                                       | Rijvaardig                                                                                           | opname gewenst |  |
| Bagagewagen D 101                                | Deutsche Bundesbahn (DB)                                     | | Niet rijvaardig                                                                                      |                |  |
| Verblijfswagen D 281                             | Deutsche Reichsbahn (DR)                                     | 1928 (Hannoversche Waggonfabrik AG (HAWA), Hannover)                                                       | Niet rijvaardig                                                                                      | opname gewenst |  |
| Bagagerijtuig D 285                              | NS                                                           | 1932 (Beijnes, Haarlem); ex-NS DIV 6065                                                                    | Rijvaardig                                                                                           |                |  |

Voorts nog 62 goederenwagens.

## Foto's

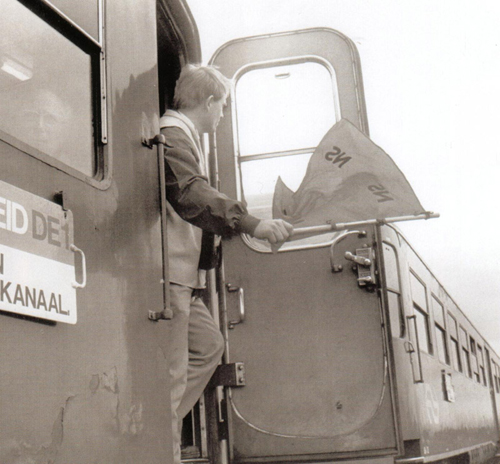
Bareveld in 1985.
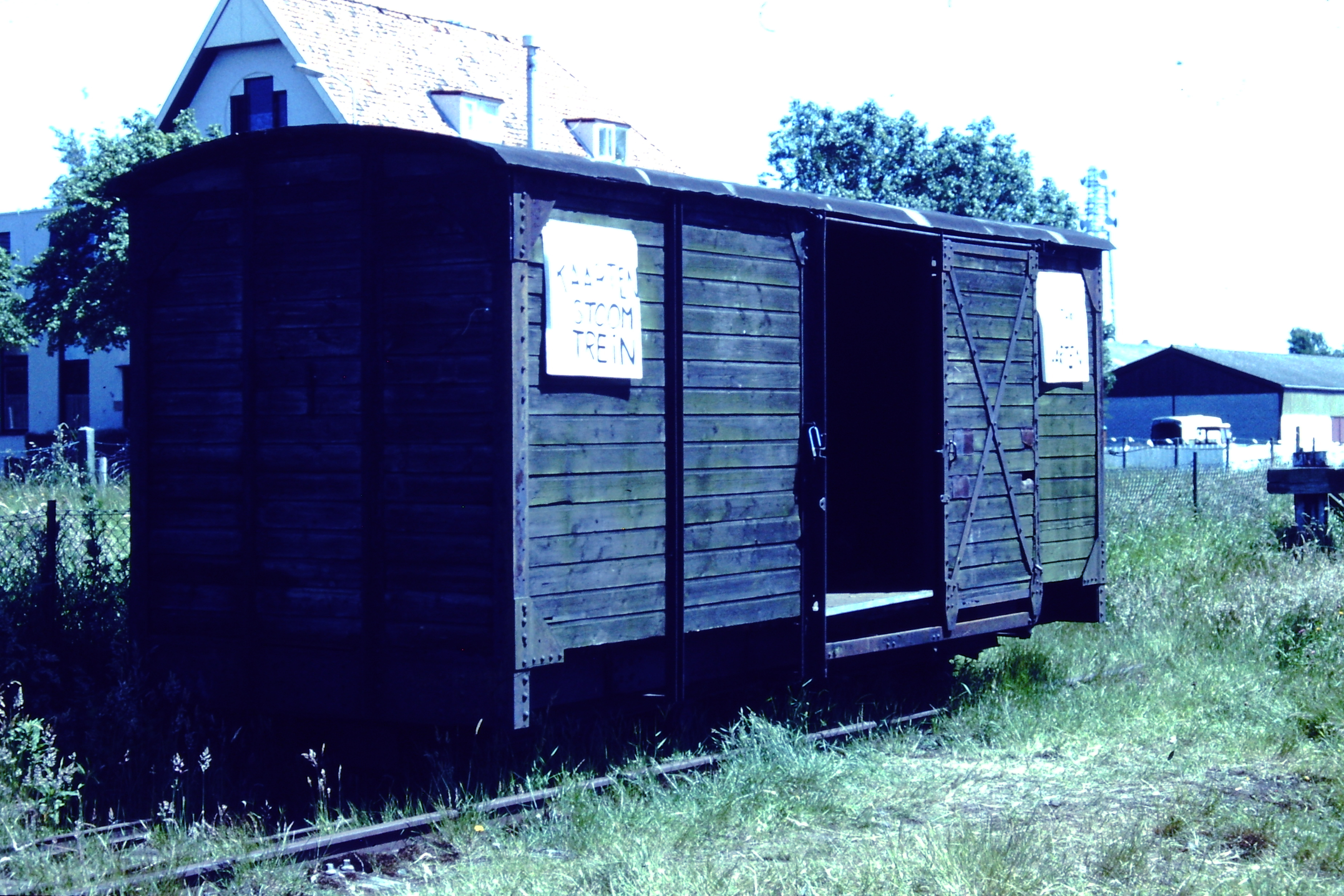
Het eerste begin van Museumspoorlijn STAR.
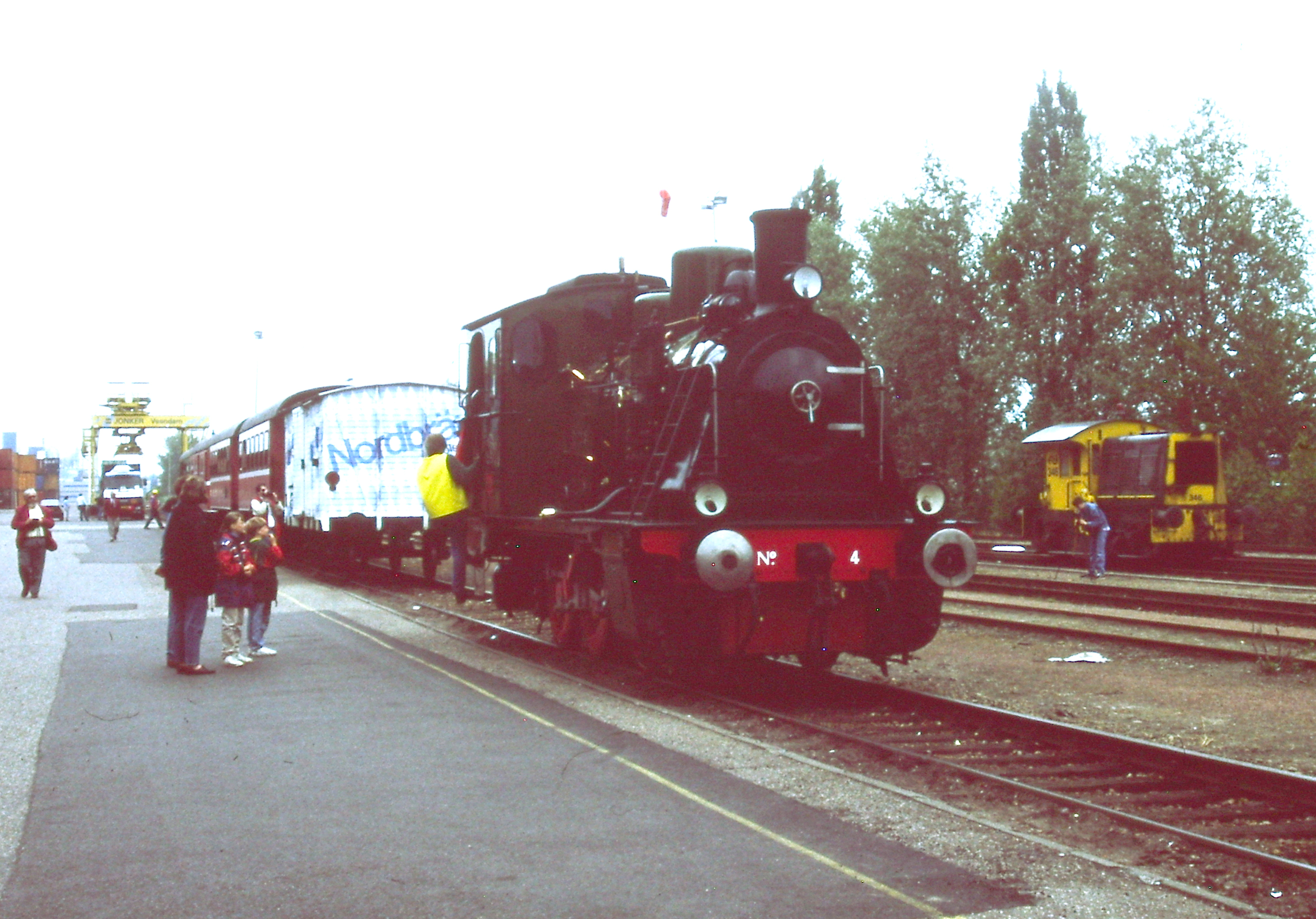
De aanvoer van de rijtuigen van VEHE uit Rennertshofen op 18 juni 1994, met gehuurde loc van de Museum Buurtspoorweg 4 (ex Delmenhorst-Harpstedter Eisenbahn 4).
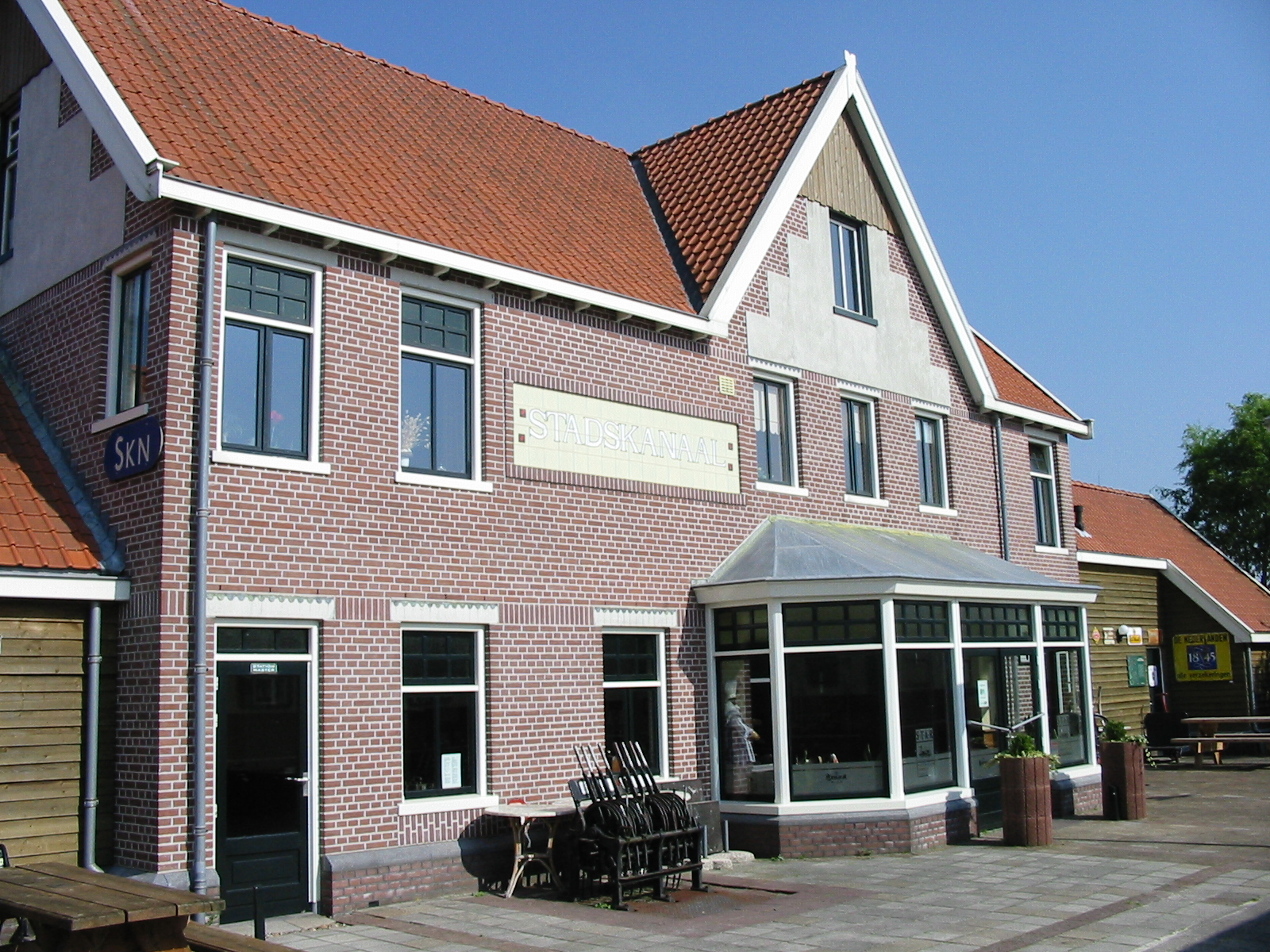
Perronzijde nieuw stationsgebouw Stadskanaal.
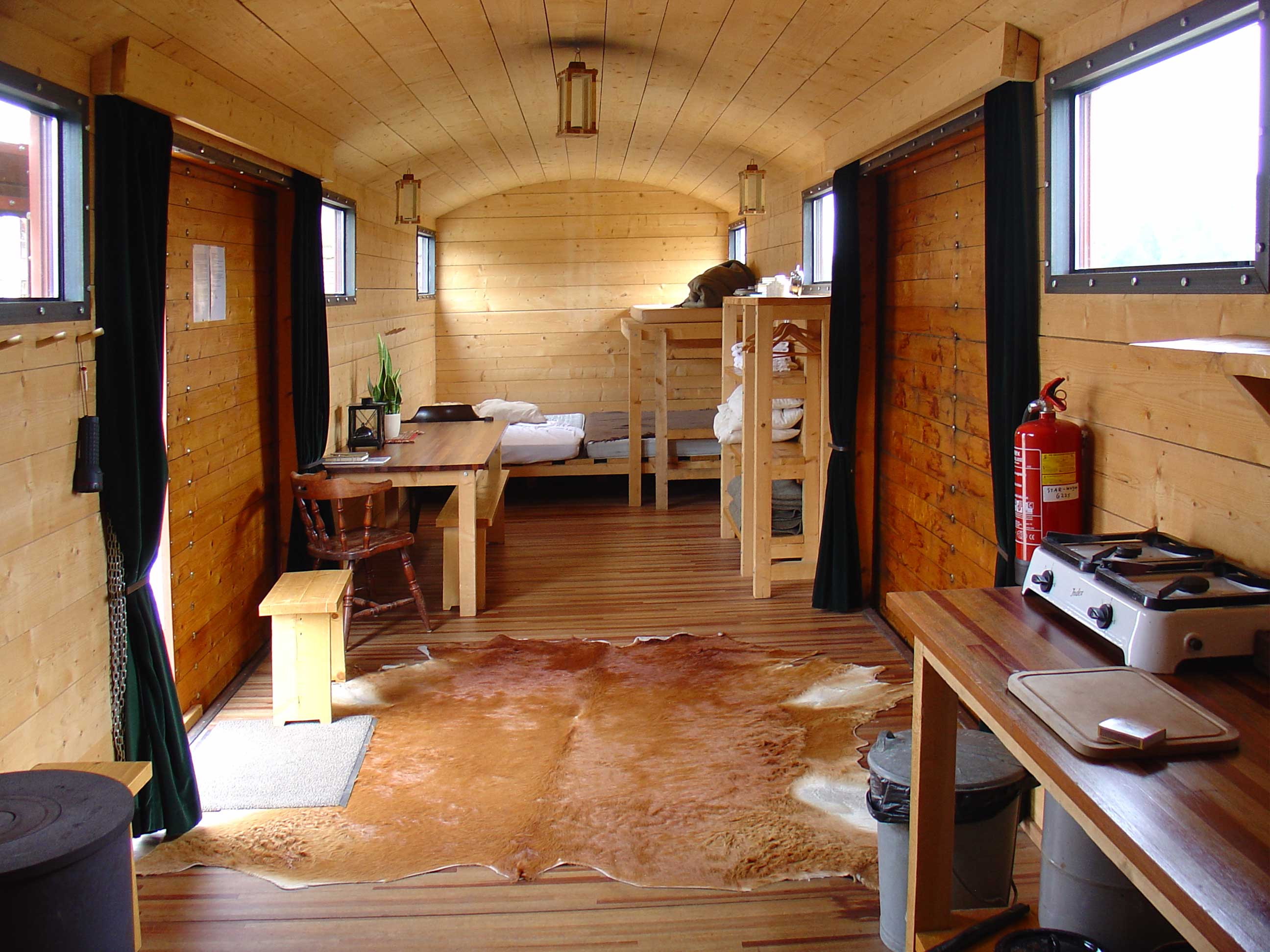
De STARwagon in Stadskanaal.
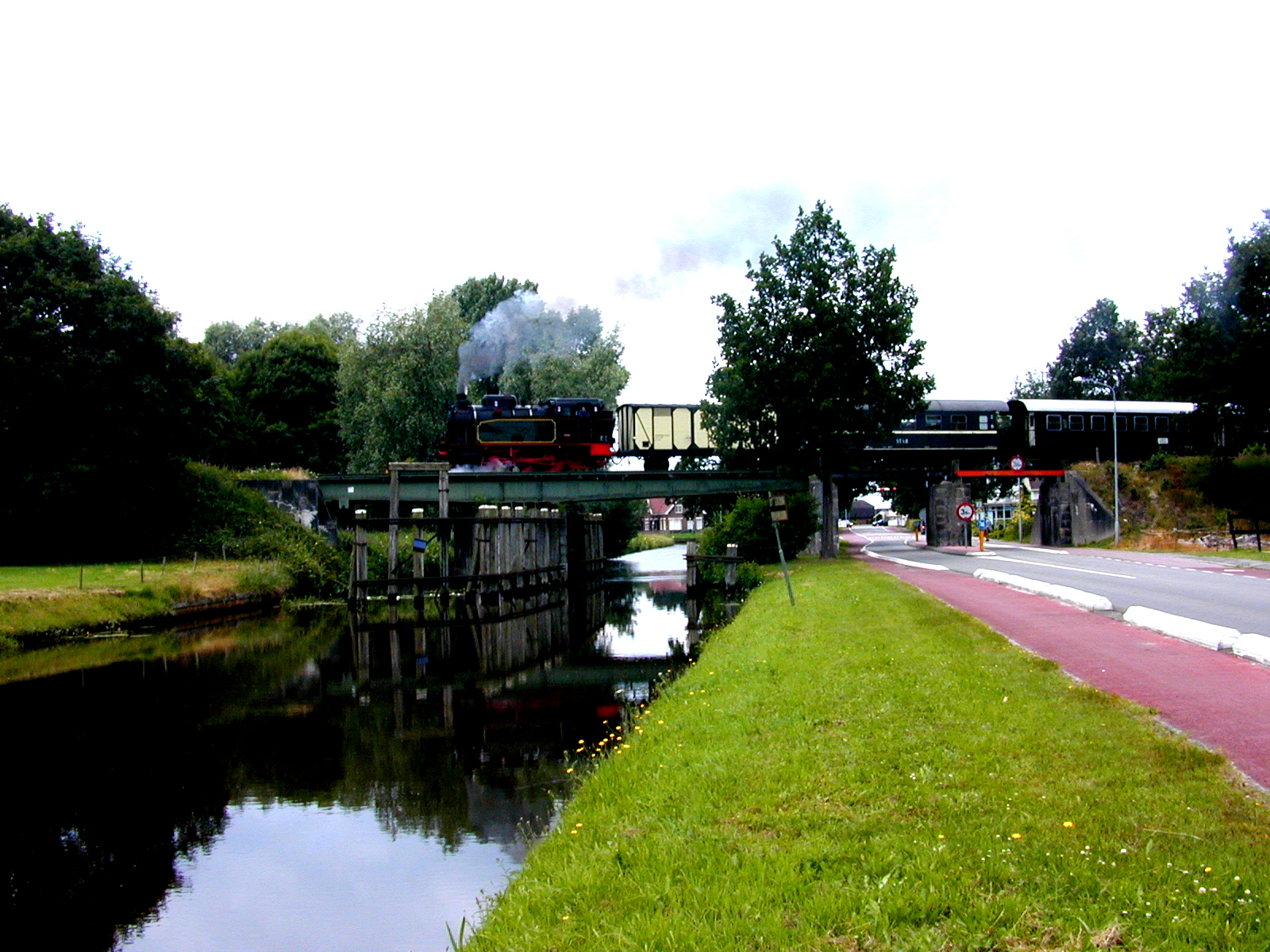
Spoorbrug bij Bareveld in 2003.
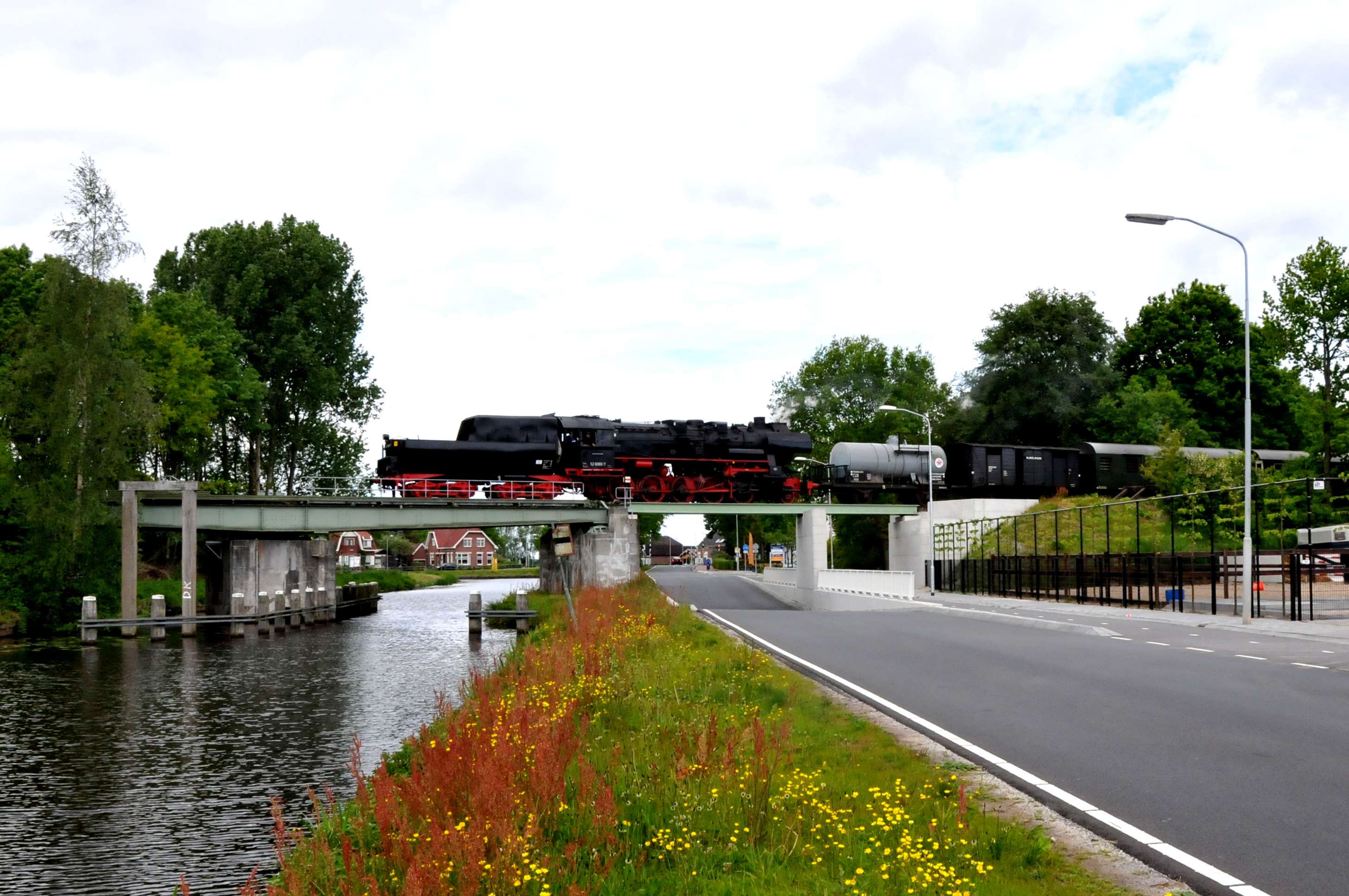
Spoorbrug bij Bareveld in 2015.
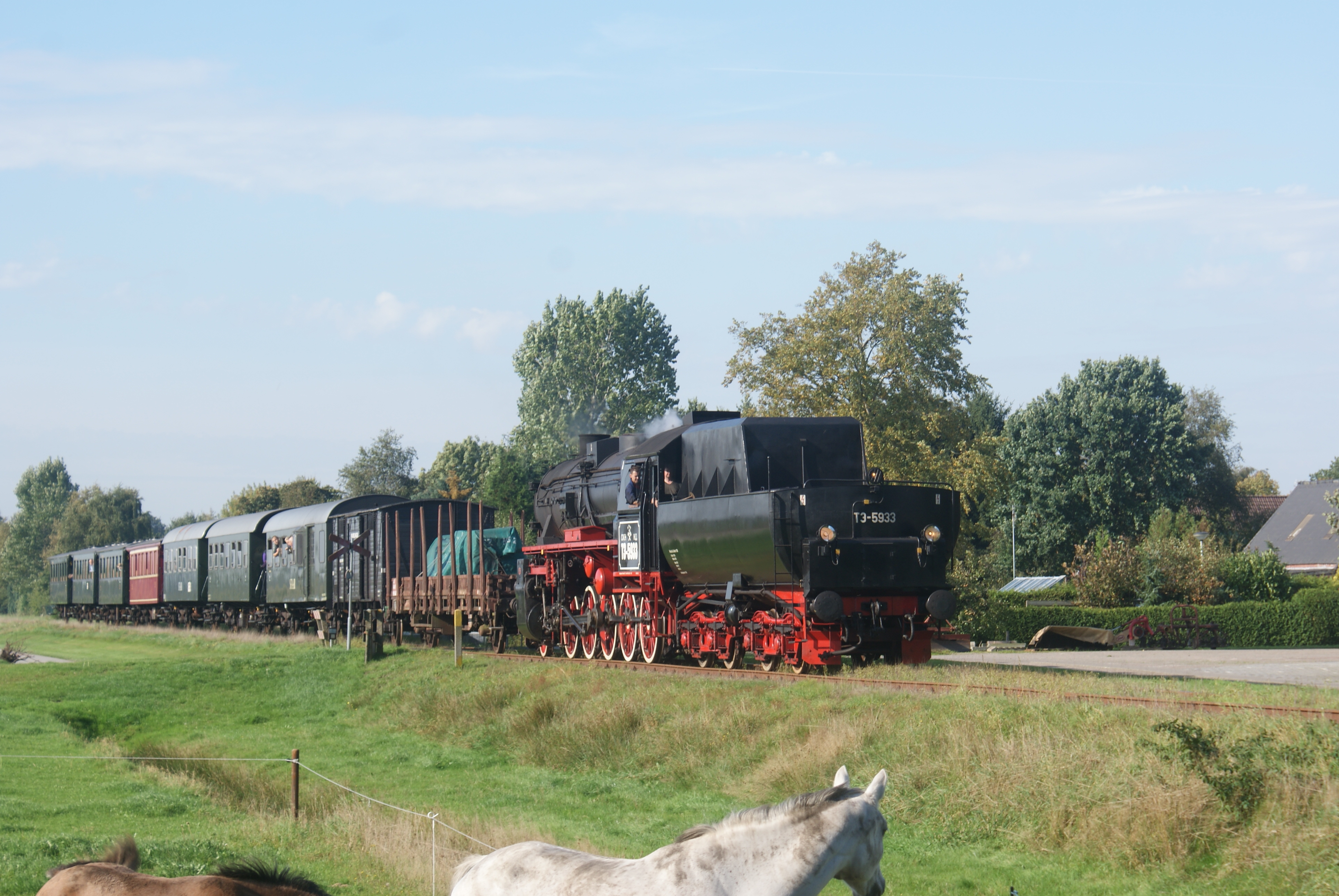
Stoomloc TE-5933.
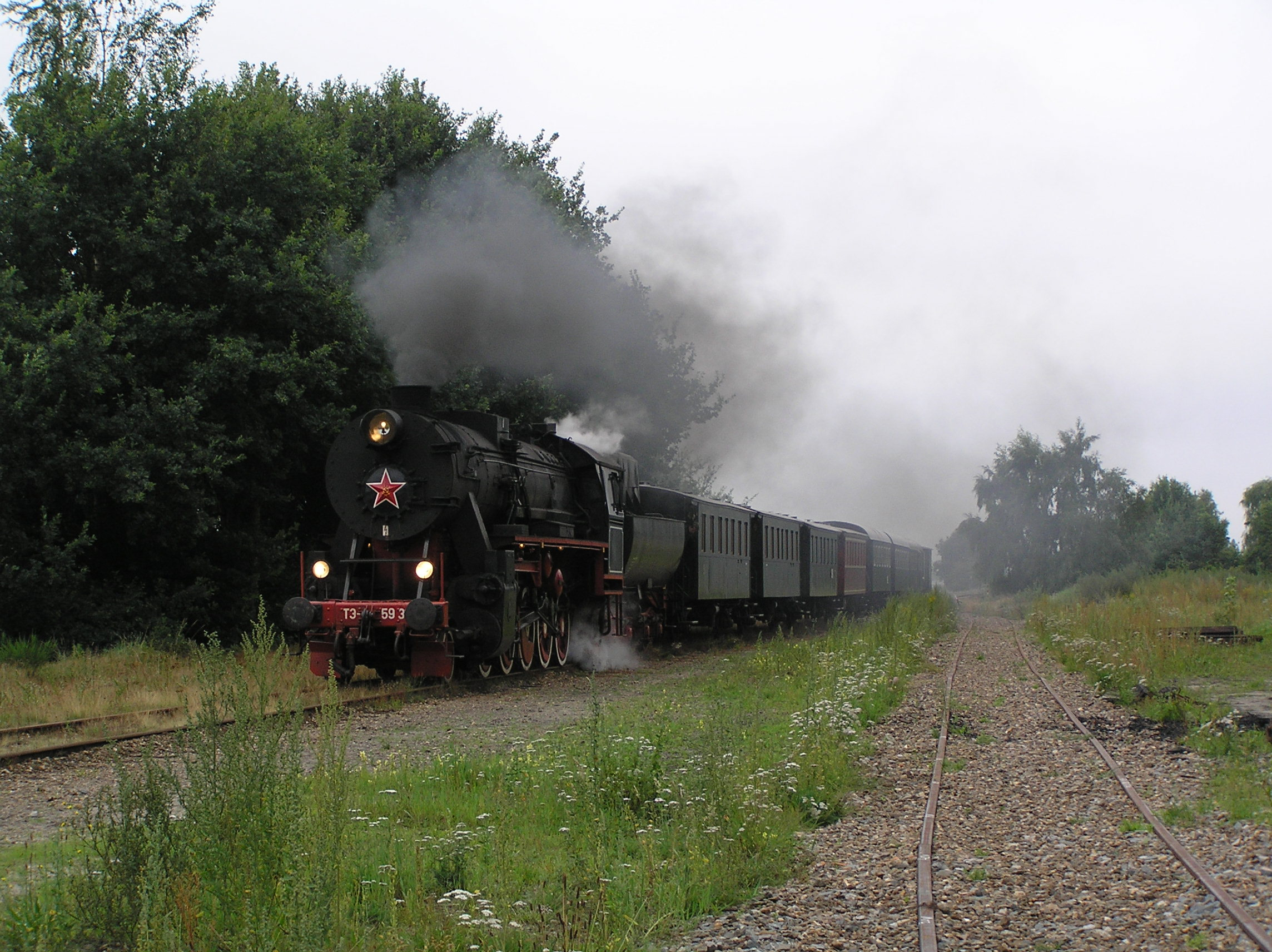
Stoomloc TE-5933.
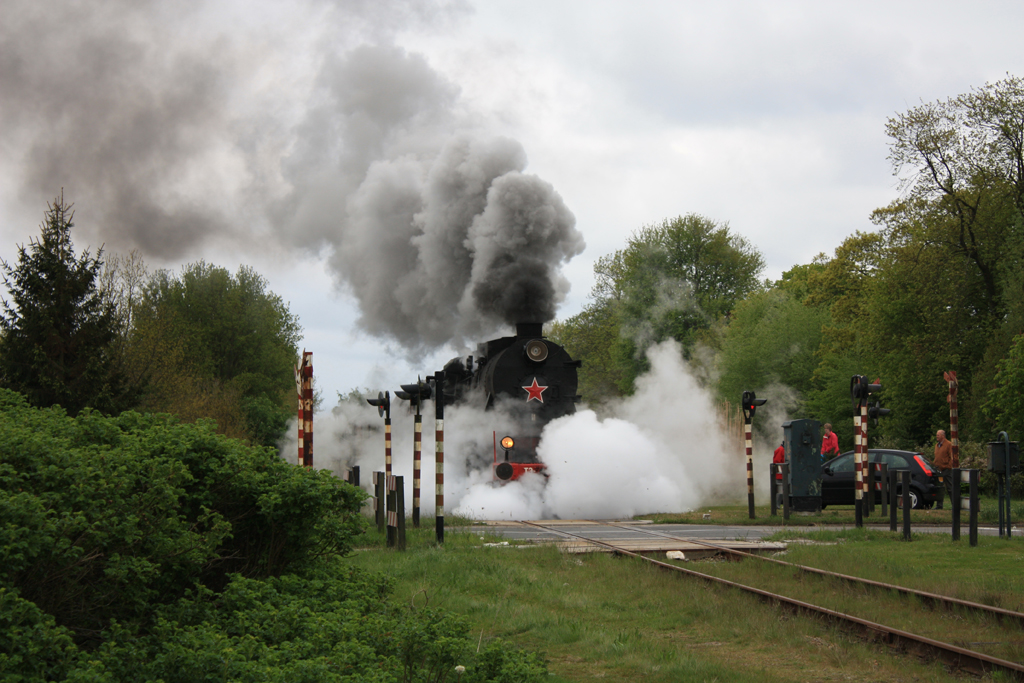
Stoomloc TE-5933 vertrekt te Wildervank.
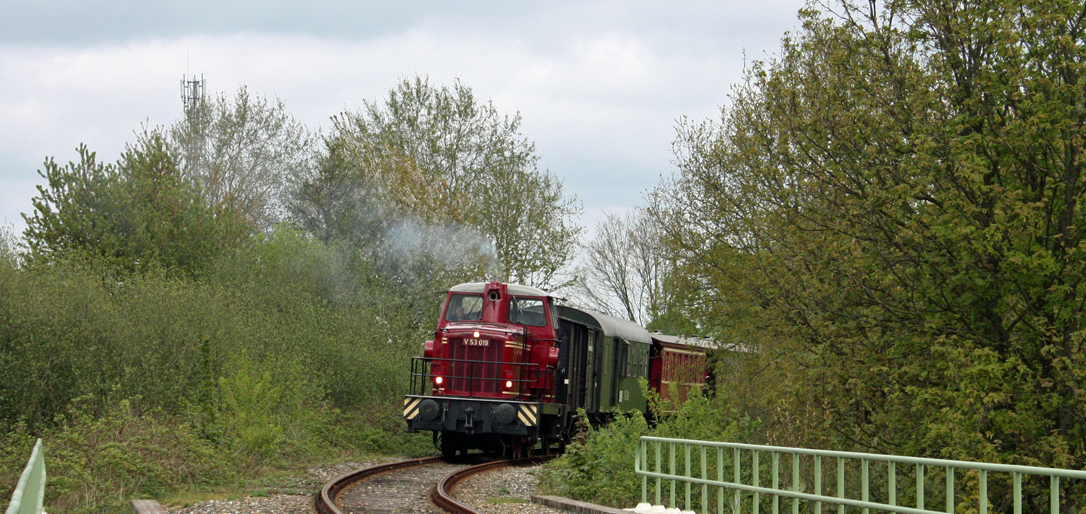
Dieselloc V53 019 met een reizigerstrein bij Bareveld.
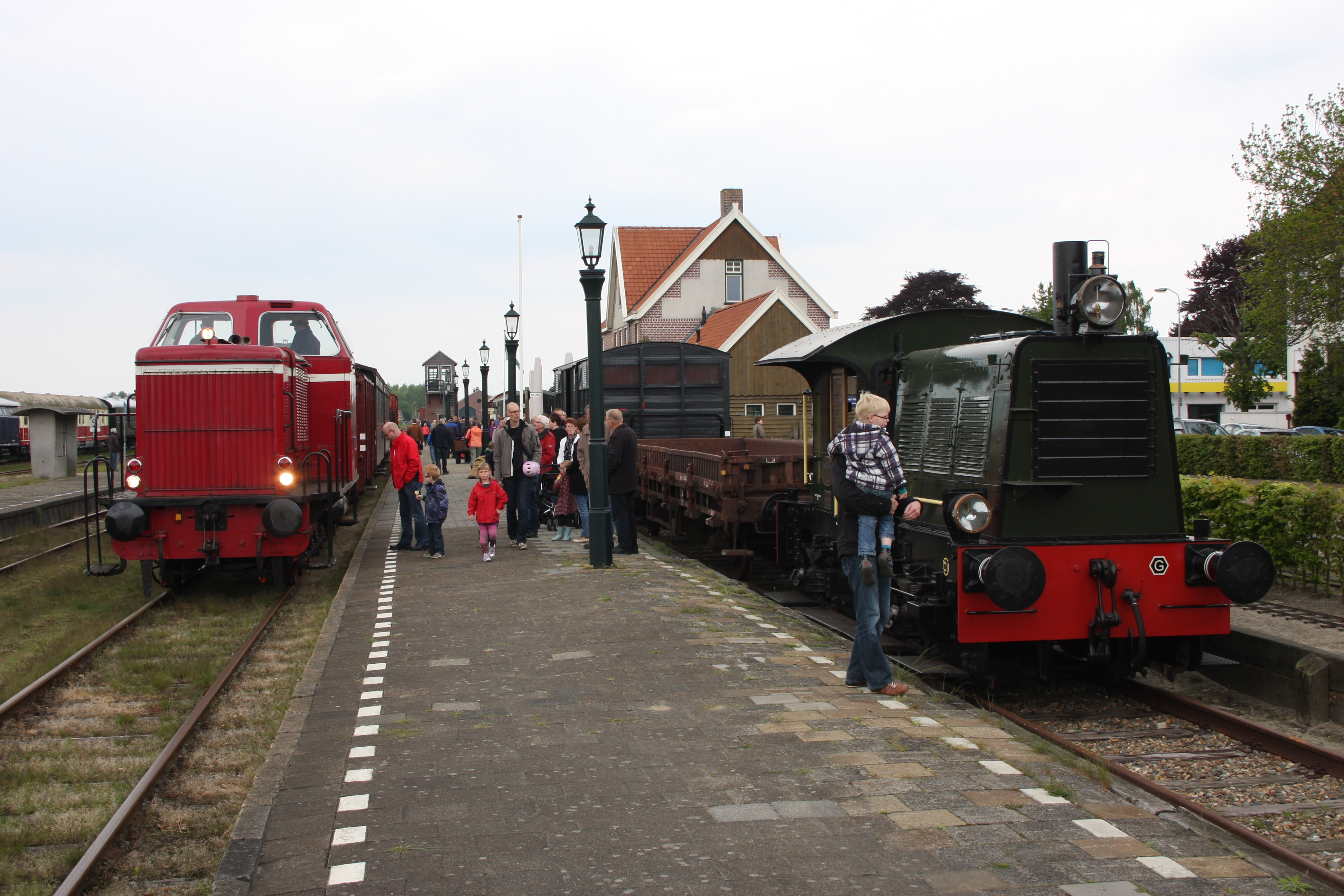
Locomotor NS 204 (Werkspoor, 1934) en dieselloc 12 (MaK, 1955) te Stadskanaal; 17 mei 2012.
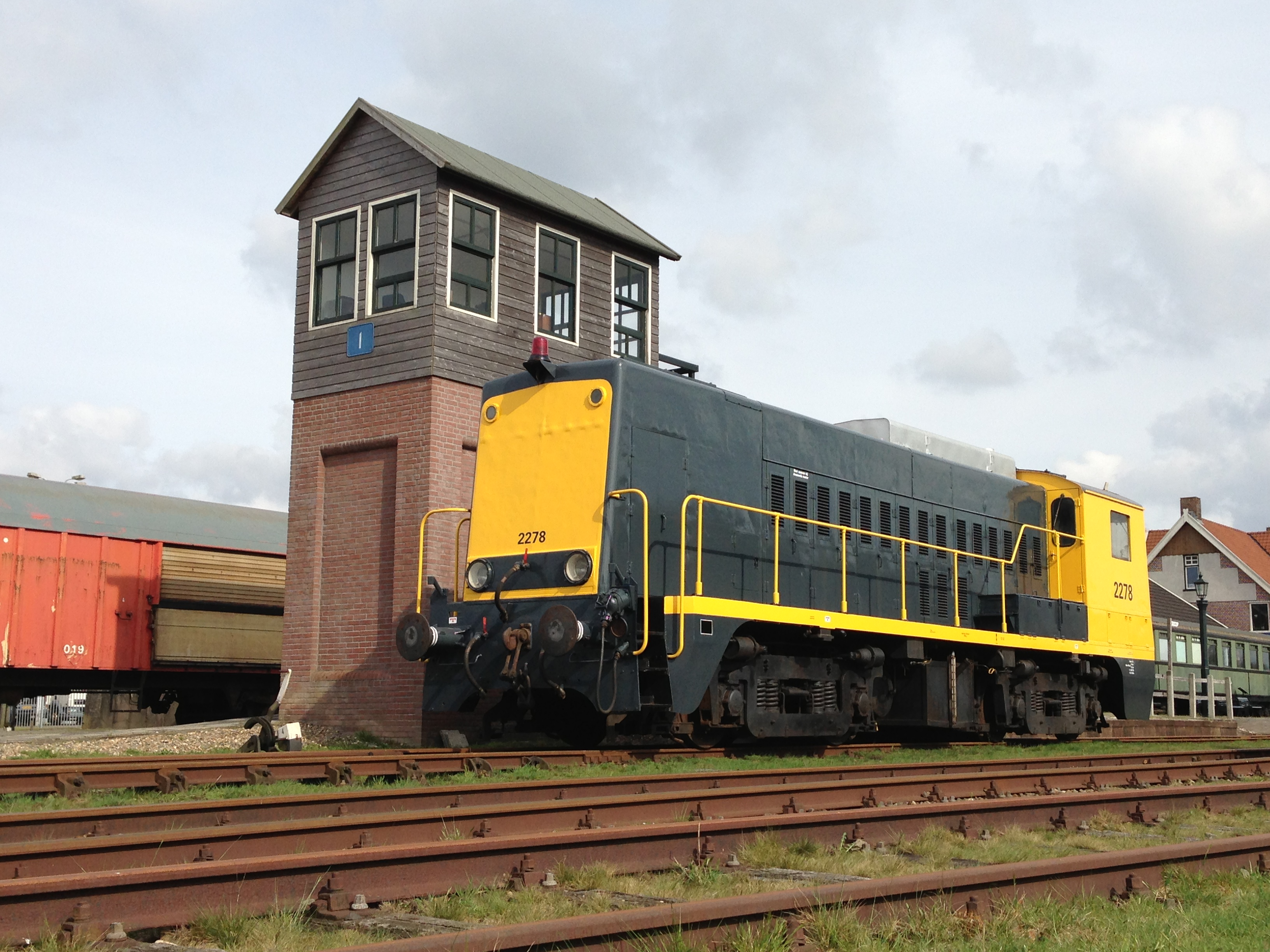
Roll-out van loc NS 2278; 27 april 2013.
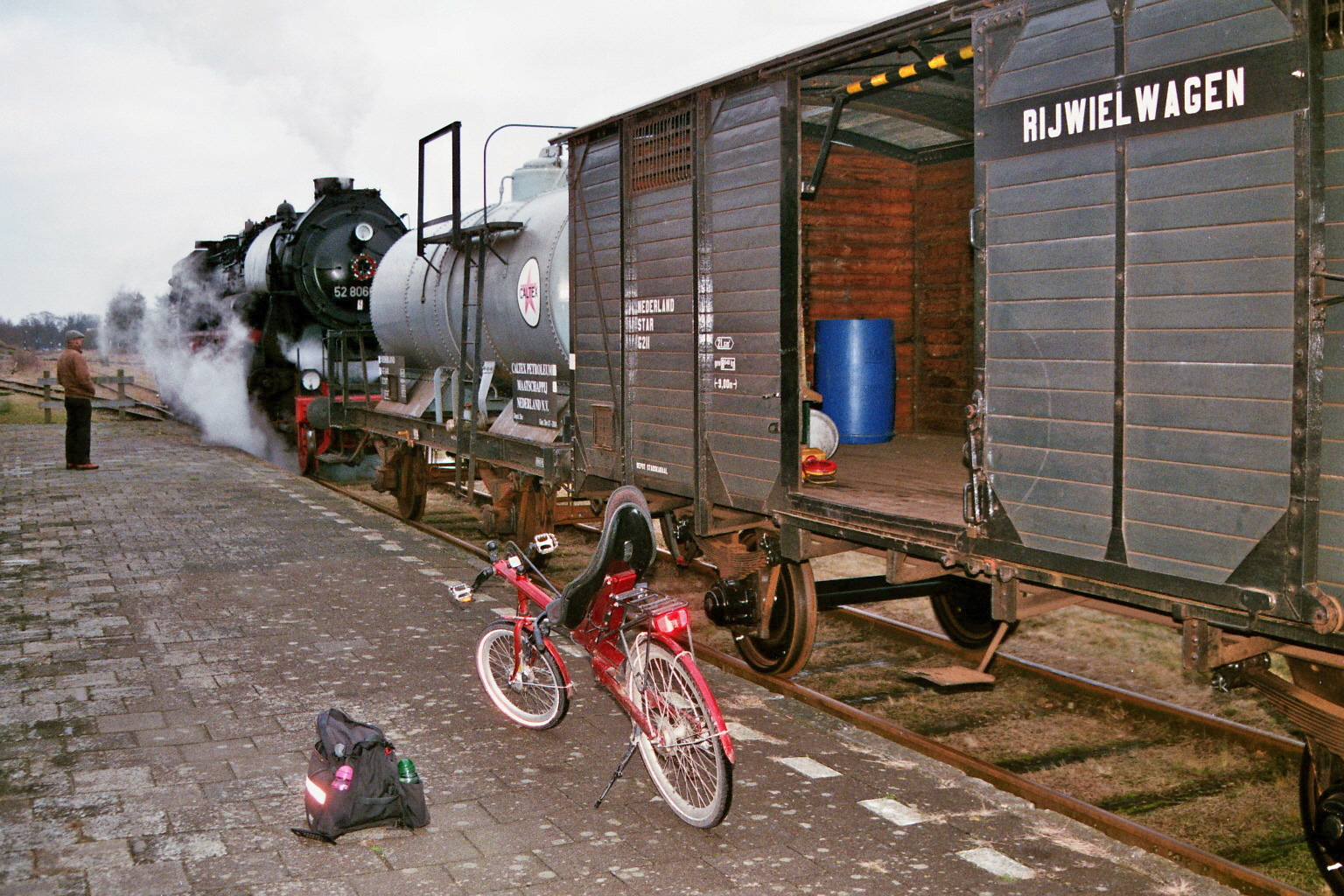
Gesloten goederenwagen G 211 uit 1918 als Rijwielwagen bij de STAR